# Linka 2 (metro v Baku)
Linka 2 je jedna ze tří linek metra v Baku. První úsek byl otevřen 6. listopadu 1967. Celková délka trati je 14 km, nachází se na ní 10 stanic.
Linka 2 má s linkou 1 společný úsek od stanice Həzi Aslanov do stanice 28 May, kde se obě linky rozdělují na samostatné úseky. 6. listopadu 1967 byl otevřen první úsek trasy spojující depo Nərimanov se stanicí Gənclik.
Linka 2 se v budoucnu stane okružní linkou. Plánuje se propojení autonomního úseku se zbytkem trati a přidání nových stanic, aby trasa nebyla společná s linkou 1.

## Stanice

### Seznam stanic
| Název                  | Datum otevření    | Rajón města | Počet nástupišť | Ostatní linky |
| ---------------------- | ----------------- | ----------- | --------------- | ------------- |
| Dərnəgül               | 29. června 2011   | Binəqədi    | 1               |               |
| Azadlıq prospekti      | 30. prosince 2009 | Binəqədi    | 1               |               |
| Nəsimi                 | 8. října 2008     | Nəsimi      | 1               |               |
| Memar Əcəmi            | 31. prosince 1985 | Nəsimi      | 1               | 3             |
| 20 Yanvar              | 31. prosince 1985 | Nəsimi      | 1               |               |
| İnşaatçılar            | 31. prosince 1985 | Nəsimi      | 1               |               |
| Elmlər Akademiyası     | 31. prosince 1985 | Nəsimi      | 1               |               |
| Nizami                 | 31. prosince 1976 | Nəsimi      | 1               |               |
| 28 May                 | 6. listopadu 1967 | Nəsimi      | 1               | 1             |
| Autonomní úsek         |                   |             |                 |               |
| Cəfər Cabbarlı         | 27. října 1993    | Nəsimi      | 2               |               |
| Xətai                  | 22. února 1968    | Xətai       | 1               |               |
|                        |                   |             |                 |               |
| Gənclik                | 6. listopadu 1967 | Nərimanov   | 1               | 1             |
| Nəriman Nərimanov      | 6. listopadu 1967 | Nərimanov   | 1               | 1             |
| Bakmil                 | 28. března 1979   | Nərimanov   | 1               | 1             |
| Depo Nəriman Nərimanov | 6. listopadu 1967 | Nərimanov   |                 | 1             |
| Ulduz                  | 5. května 1970    | Nərimanov   | 1               | 1             |
| Koroğlu                | 6. listopadu 1972 | Nizami      | 1               | 1             |
| Qara Qaraev            | 6. listopadu 1972 | Nizami      | 1               | 1             |
| Neftçilər              | 6. listopadu 1972 | Nizami      | 1               | 1             |
| Xalqlar Dostluğu       | 6. listopadu 1972 | Nizami      | 1               | 1             |
| Əhmədli                | 28. dubna 1989    | Xətai       | 1               | 1             |
| Həzi Aslanov           | 10. prosince 2002 | Xətai       | 1               | 1             |

### Galerie

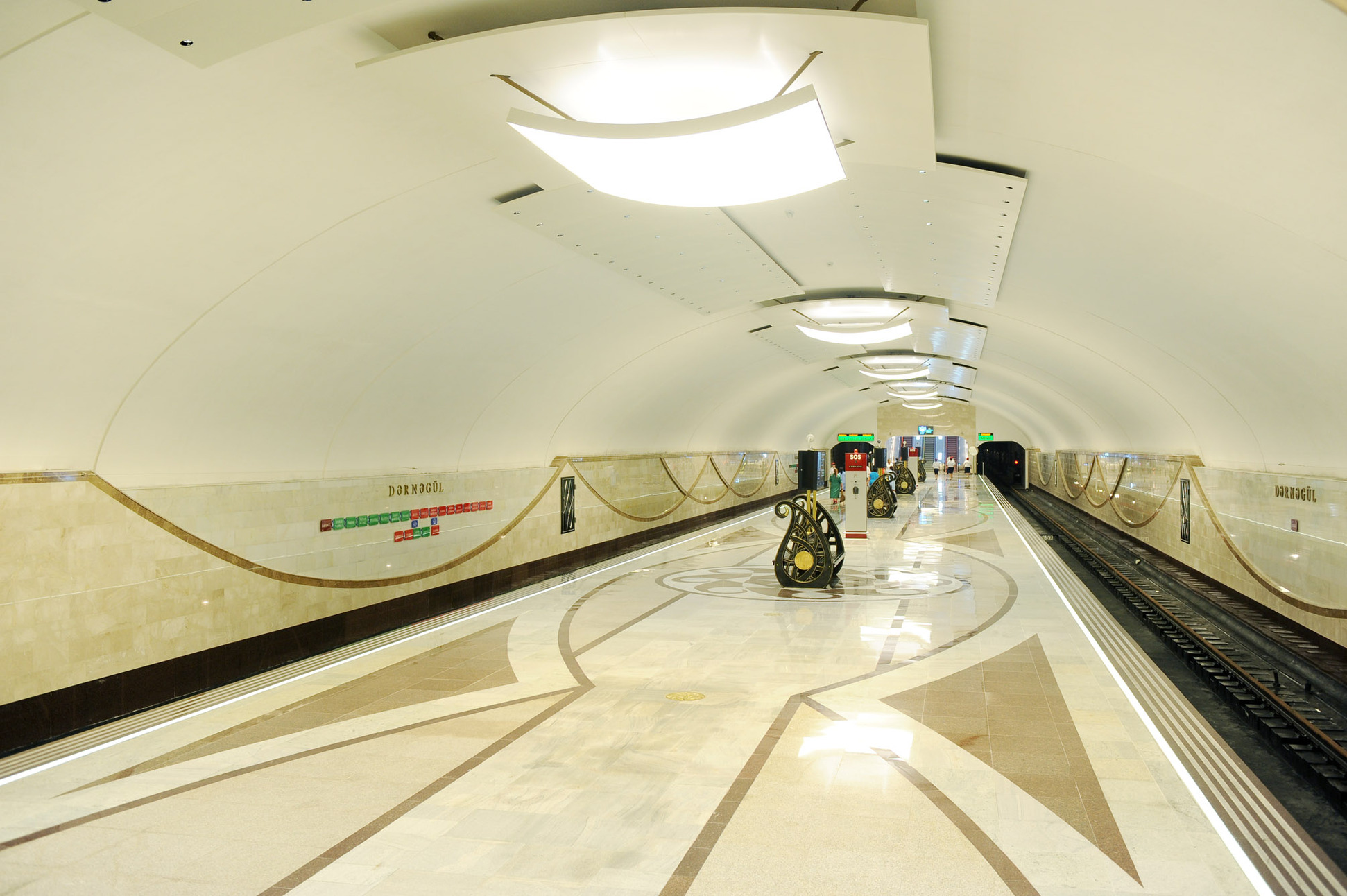
Dərnəgül
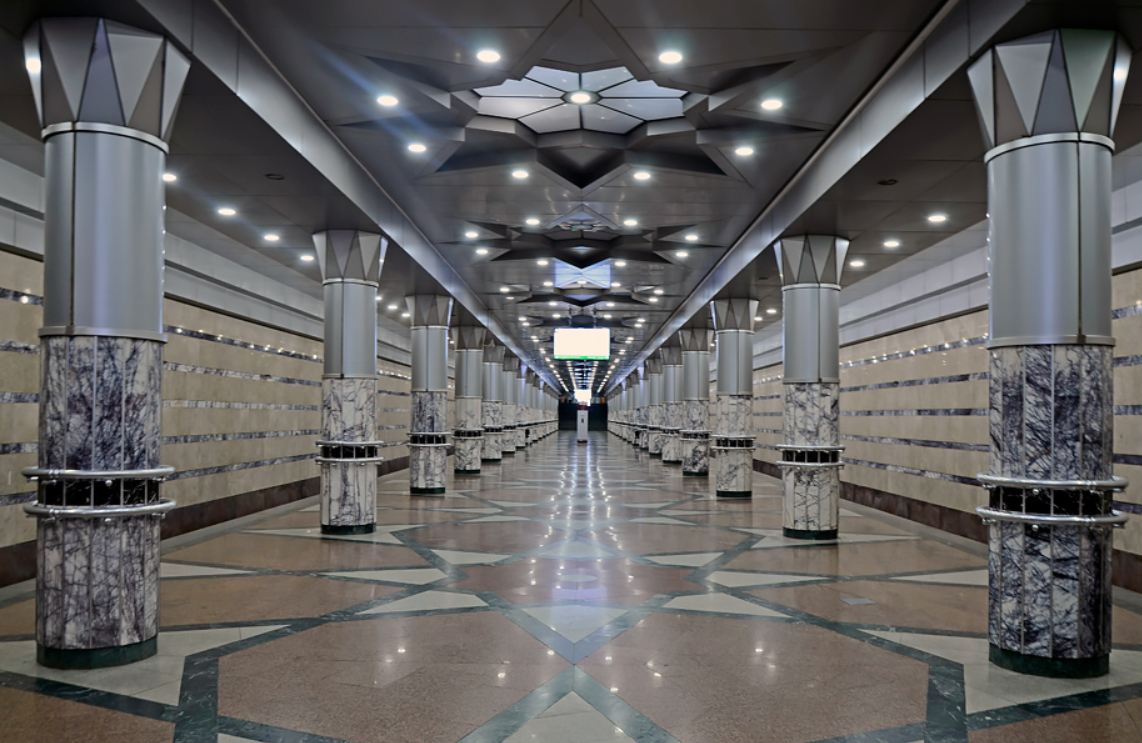
Nəsimi
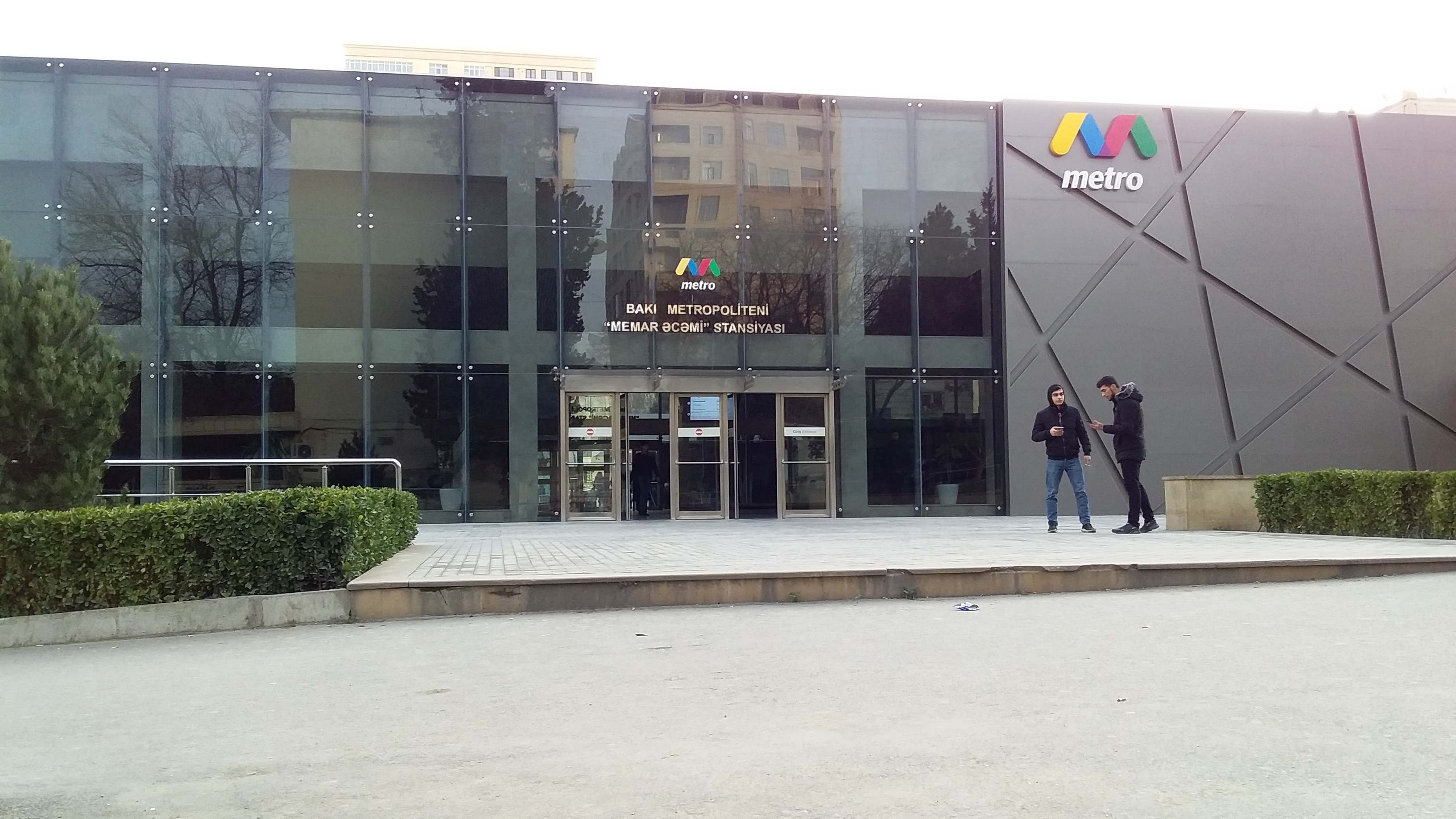
Memar Əcəmi
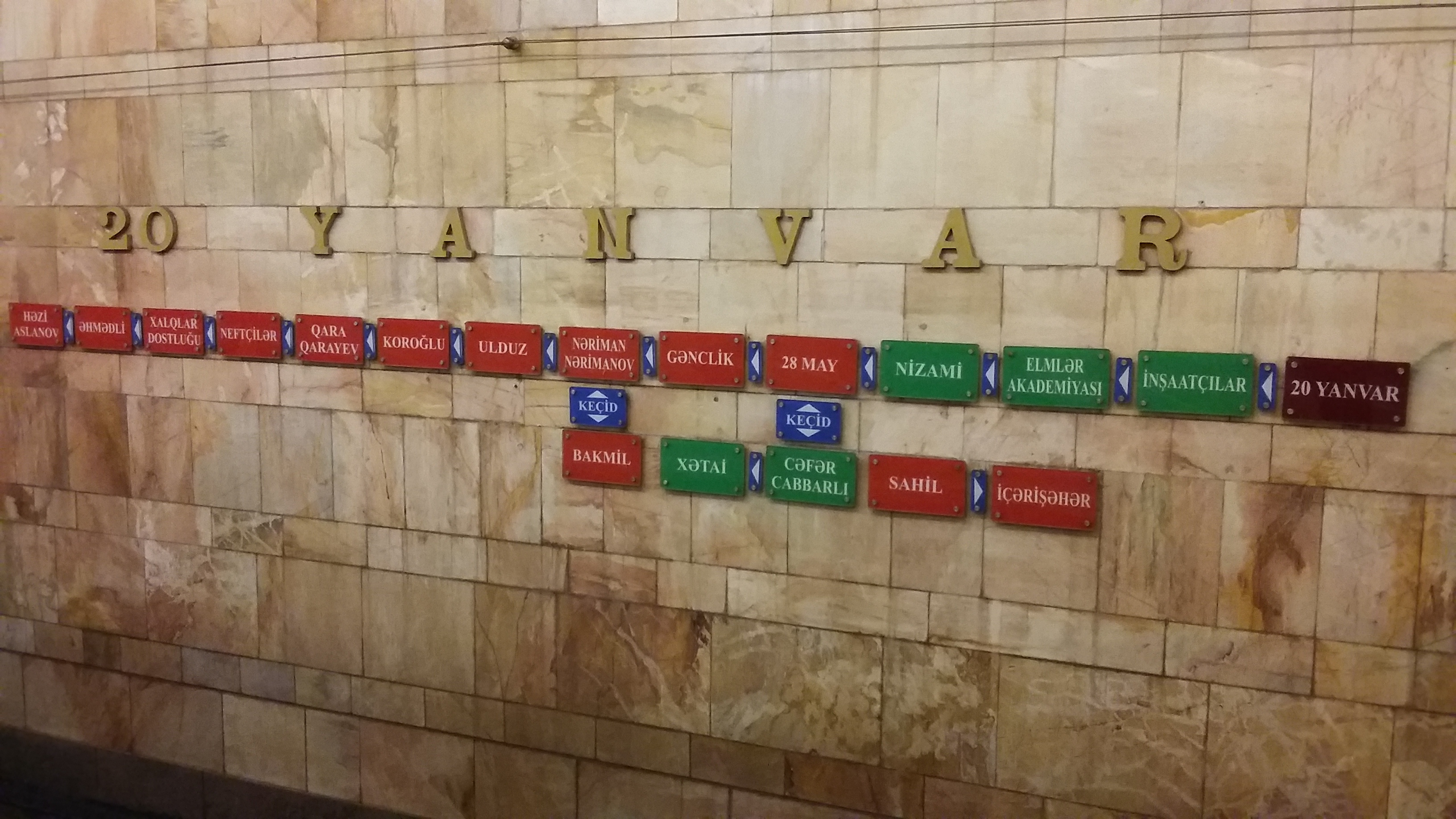
20 Yanvar
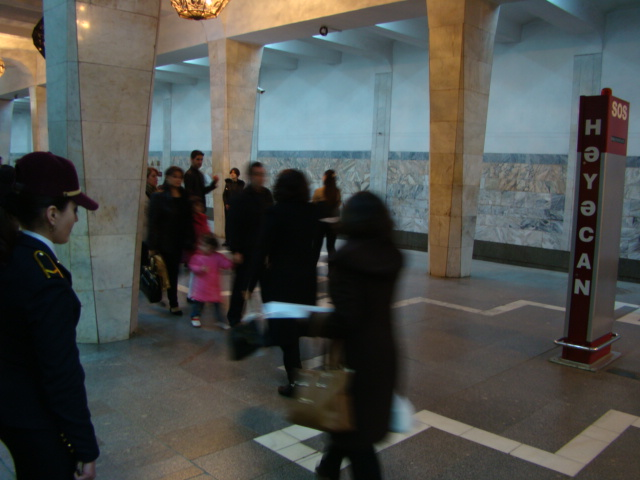
İnşaatçılar
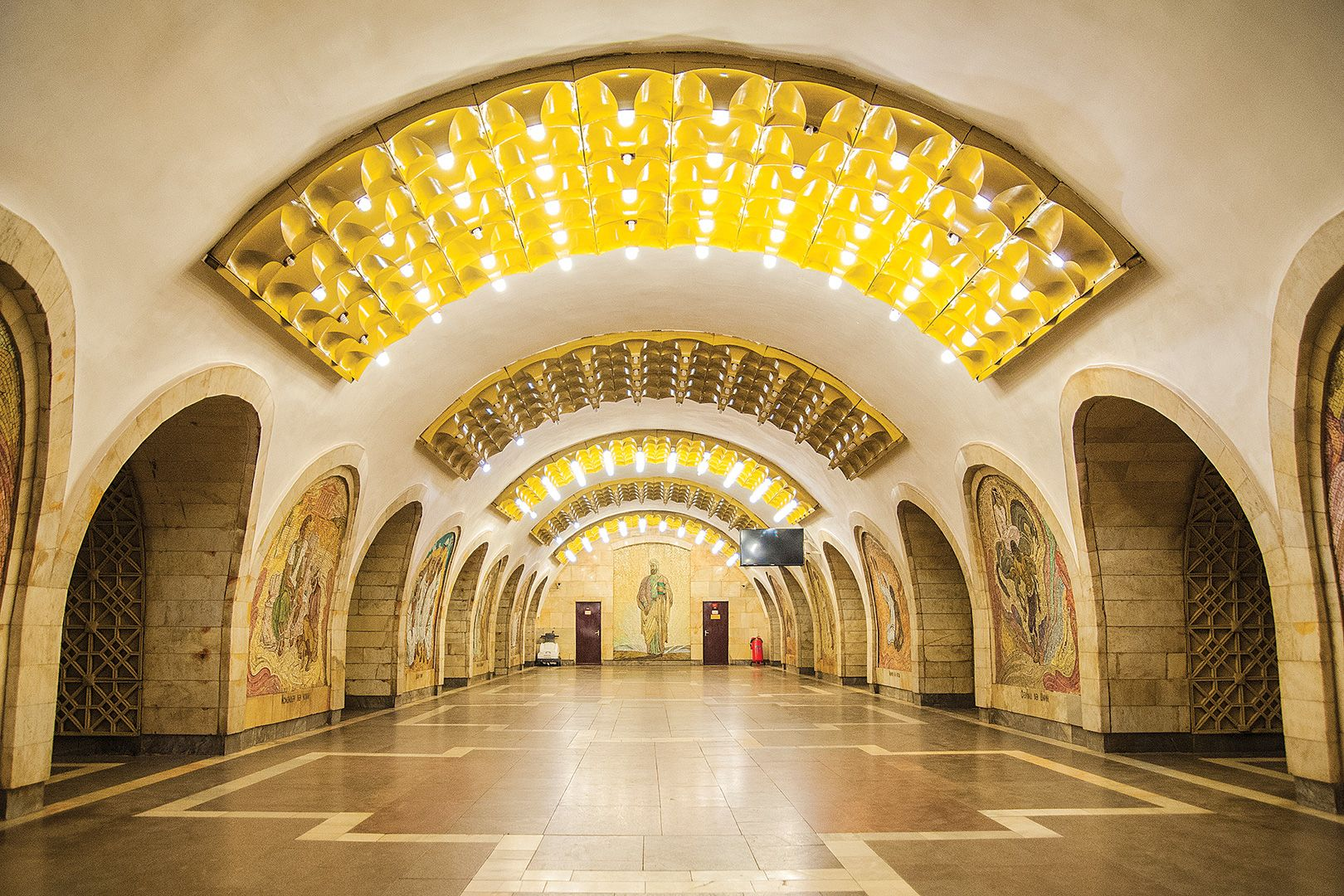
Nizami
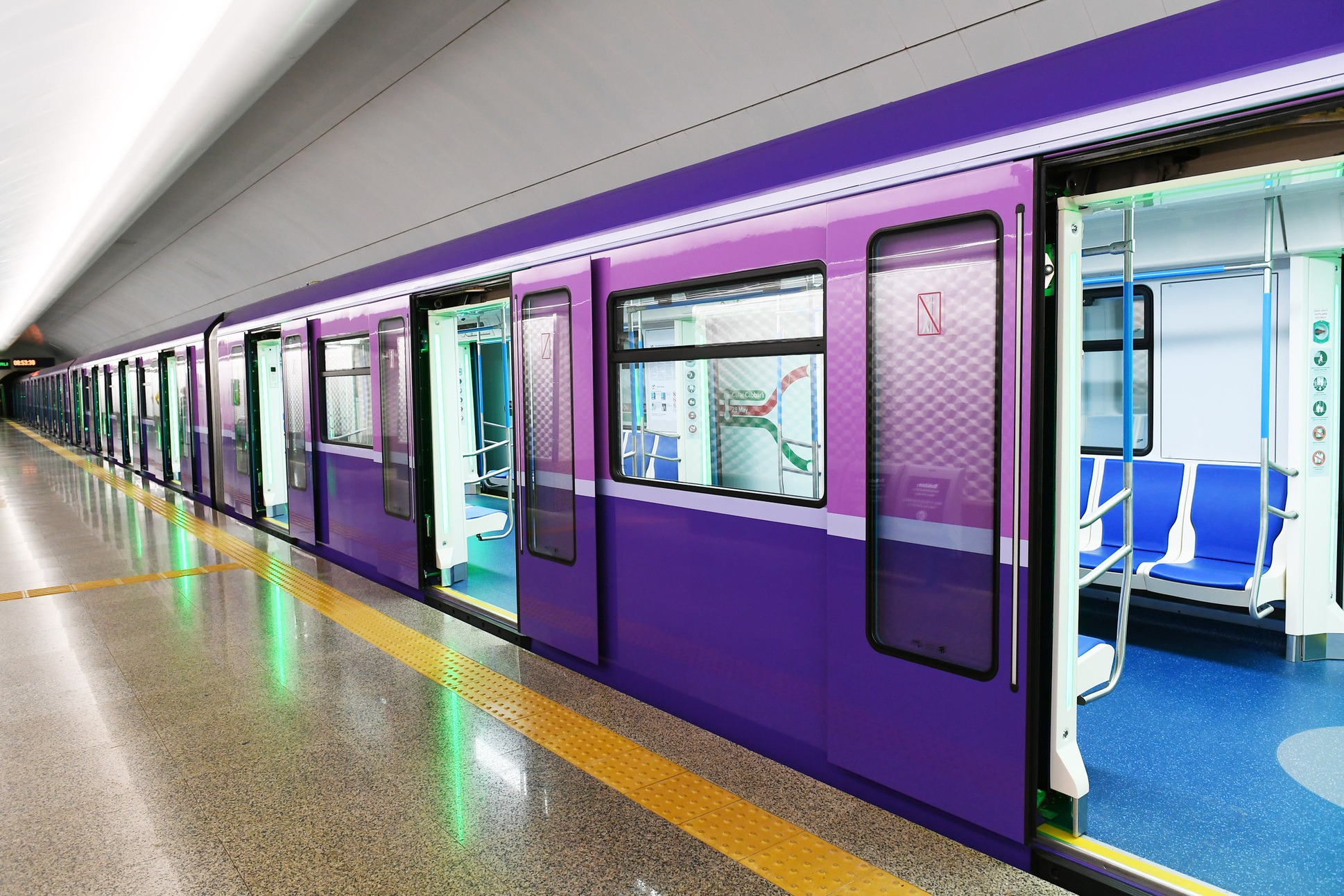
Xətai